# إسطفان البيزنطي
إِسْطِفَانُ البِيزَنْطِيُّ (باليونانية: Στέφανος Βυζάντιος) كاتب بيزنطي عاش في القرن السادس للميلاد وصاحب معجمٍ جغرافيٍّ أهداه لجستنيان الأول ملكِ الروم أسماه «إثنيقا» (Ἐθνικά).